# Arrondissement de Montpellier
L'arrondissement de Montpellier est une division administrative française, située dans le département de l'Hérault et la région Occitanie.

## Composition

### Cantons
Liste des cantons de l'arrondissement de Montpellier
- Le Crès
- Frontignan ;
- Lattes ;
- Lunel ;
- Mauguio ;
- Mèze ;
- Montpellier-1 ;
- Montpellier-2 ;
- Montpellier-3 ;
- Montpellier-4 ;
- Montpellier-5 ;
- Montpellier - Castelnau-le-Lez ;
- Pignan ;
- Saint-Gély-du-Fesc;
- Sète.

Le 1er novembre 2009, les cantons d'Aniane, de Ganges et de Saint-Martin-de-Londres sont transférés de l'arrondissement de Montpellier à l'arrondissement de Lodève.

### Découpage communal depuis 2015
Depuis le 1er janvier 2017, la communauté de communes du Grand Pic Saint Loup fait désormais intégralement partie de l’arrondissement de Lodève. Les communes suivantes sont donc rattachées à l'arrondissement de Lodève :
- Assas
- Buzignargues
- Cazevieille
- Claret
- Combaillaux
- Ferrières-les-Verreries
- Fontanès
- Guzargues
- Lauret
- Les Matelles
- Murles
- Saint-Bauzille-de-Montmel
- Saint-Clément-de-Rivière
- Sainte-Croix-de-Quintillargues
- Saint-Gély-du-Fesc
- Saint-Hilaire-de-Beauvoir
- Saint-Jean-de-Cornies
- Saint-Jean-de-Cuculles
- Saint-Mathieu-de-Tréviers
- Saint-Vincent-de-Barbeyrargues
- Sauteyrargues
- Teyran
- Le Triadou
- Vacquières
- Vailhauquès
- Valflaunès

La commune de Marseillan est rattachée l'arrondissement de Montpellier.
Depuis 2015, le nombre de communes des arrondissements varie chaque année soit du fait du redécoupage cantonal de 2014 qui a conduit à l'ajustement de périmètres de certains arrondissements, soit à la suite de la création de communes nouvelles. Le nombre de communes de l'arrondissement de Montpellier est ainsi de 93 en 2015, 93 en 2016, 68 en 2017 et 67 en 2019.
Au 1er janvier 2024, l'arrondissement groupe les 67 communes suivantes :
| Nom                           | Code Insee | Intercommunalité                   | Superficie (km2) | Population (dernière pop. légale) | Densité (hab./km2) | Modifier                                    |
| ----------------------------- | ---------- | ---------------------------------- | ---------------- | --------------------------------- | ------------------ | ------------------------------------------- |
| Montpellier (chef-lieu)       | 34172      | Montpellier Méditerranée Métropole | 56,88            | 307 101 (2022)                    | 5 399              | modifier les données · modifier les données |
| Baillargues                   | 34022      | Montpellier Méditerranée Métropole | 7,68             | 7 793 (2022)                      | 1 015              | modifier les données · modifier les données |
| Balaruc-le-Vieux              | 34024      | CA Sète Agglopôle Méditerranée     | 5,92             | 2 749 (2022)                      | 464                | modifier les données · modifier les données |
| Balaruc-les-Bains             | 34023      | CA Sète Agglopôle Méditerranée     | 8,66             | 7 136 (2022)                      | 824                | modifier les données · modifier les données |
| Beaulieu                      | 34027      | Montpellier Méditerranée Métropole | 7,73             | 2 239 (2022)                      | 290                | modifier les données · modifier les données |
| Boisseron                     | 34033      | CA Lunel Agglo                     | 7,46             | 2 178 (2022)                      | 292                | modifier les données · modifier les données |
| Bouzigues                     | 34039      | CA Sète Agglopôle Méditerranée     | 3,05             | 1 613 (2022)                      | 529                | modifier les données · modifier les données |
| Campagne                      | 34048      | CA Lunel Agglo                     | 4,84             | 311 (2022)                        | 64                 | modifier les données · modifier les données |
| Candillargues                 | 34050      | CA du Pays de l'Or                 | 8,23             | 2 102 (2022)                      | 255                | modifier les données · modifier les données |
| Castelnau-le-Lez              | 34057      | Montpellier Méditerranée Métropole | 11,18            | 25 404 (2022)                     | 2 272              | modifier les données · modifier les données |
| Castries                      | 34058      | Montpellier Méditerranée Métropole | 24,05            | 6 722 (2022)                      | 280                | modifier les données · modifier les données |
| Clapiers                      | 34077      | Montpellier Méditerranée Métropole | 7,69             | 6 010 (2022)                      | 782                | modifier les données · modifier les données |
| Cournonsec                    | 34087      | Montpellier Méditerranée Métropole | 12,06            | 3 583 (2022)                      | 297                | modifier les données · modifier les données |
| Cournonterral                 | 34088      | Montpellier Méditerranée Métropole | 28,62            | 7 019 (2022)                      | 245                | modifier les données · modifier les données |
| Le Crès                       | 34090      | Montpellier Méditerranée Métropole | 5,84             | 9 267 (2022)                      | 1 587              | modifier les données · modifier les données |
| Entre-Vignes                  | 34246      | CA Lunel Agglo                     | 16,80            | 2 186 (2022)                      | 130                | modifier les données · modifier les données |
| Fabrègues                     | 34095      | Montpellier Méditerranée Métropole | 31,46            | 7 200 (2022)                      | 229                | modifier les données · modifier les données |
| Frontignan                    | 34108      | CA Sète Agglopôle Méditerranée     | 31,72            | 23 788 (2022)                     | 750                | modifier les données · modifier les données |
| Galargues                     | 34110      | CA Lunel Agglo                     | 11,43            | 755 (2022)                        | 66                 | modifier les données · modifier les données |
| Garrigues                     | 34112      | CA Lunel Agglo                     | 4,92             | 232 (2022)                        | 47                 | modifier les données · modifier les données |
| Gigean                        | 34113      | CA Sète Agglopôle Méditerranée     | 16,56            | 6 559 (2022)                      | 396                | modifier les données · modifier les données |
| Grabels                       | 34116      | Montpellier Méditerranée Métropole | 16,24            | 9 060 (2022)                      | 558                | modifier les données · modifier les données |
| La Grande-Motte               | 34344      | CA du Pays de l'Or                 | 10,58            | 8 508 (2022)                      | 804                | modifier les données · modifier les données |
| Jacou                         | 34120      | Montpellier Méditerranée Métropole | 3,43             | 6 964 (2022)                      | 2 030              | modifier les données · modifier les données |
| Juvignac                      | 34123      | Montpellier Méditerranée Métropole | 10,83            | 13 776 (2022)                     | 1 272              | modifier les données · modifier les données |
| Lansargues                    | 34127      | CA du Pays de l'Or                 | 18,39            | 3 130 (2022)                      | 170                | modifier les données · modifier les données |
| Lattes                        | 34129      | Montpellier Méditerranée Métropole | 27,83            | 17 592 (2022)                     | 632                | modifier les données · modifier les données |
| Lavérune                      | 34134      | Montpellier Méditerranée Métropole | 7,18             | 3 298 (2022)                      | 459                | modifier les données · modifier les données |
| Loupian                       | 34143      | CA Sète Agglopôle Méditerranée     | 16,00            | 2 179 (2022)                      | 136                | modifier les données · modifier les données |
| Lunel                         | 34145      | CA Lunel Agglo                     | 23,90            | 26 380 (2022)                     | 1 104              | modifier les données · modifier les données |
| Lunel-Viel                    | 34146      | CA Lunel Agglo                     | 11,97            | 4 497 (2022)                      | 376                | modifier les données · modifier les données |
| Marseillan                    | 34150      | CA Sète Agglopôle Méditerranée     | 51,71            | 8 047 (2022)                      | 156                | modifier les données · modifier les données |
| Marsillargues                 | 34151      | CA Lunel Agglo                     | 42,71            | 6 787 (2022)                      | 159                | modifier les données · modifier les données |
| Mauguio                       | 34154      | CA du Pays de l'Or                 | 49,56            | 16 417 (2022)                     | 331                | modifier les données · modifier les données |
| Mèze                          | 34157      | CA Sète Agglopôle Méditerranée     | 34,59            | 12 711 (2022)                     | 367                | modifier les données · modifier les données |
| Mireval                       | 34159      | CA Sète Agglopôle Méditerranée     | 11,05            | 3 301 (2022)                      | 299                | modifier les données · modifier les données |
| Montaud                       | 34164      | Montpellier Méditerranée Métropole | 12,92            | 1 024 (2022)                      | 79                 | modifier les données · modifier les données |
| Montbazin                     | 34165      | CA Sète Agglopôle Méditerranée     | 21,13            | 2 903 (2022)                      | 137                | modifier les données · modifier les données |
| Montferrier-sur-Lez           | 34169      | Montpellier Méditerranée Métropole | 7,70             | 4 117 (2022)                      | 535                | modifier les données · modifier les données |
| Mudaison                      | 34176      | CA du Pays de l'Or                 | 8,10             | 2 954 (2022)                      | 365                | modifier les données · modifier les données |
| Murviel-lès-Montpellier       | 34179      | Montpellier Méditerranée Métropole | 10,11            | 2 002 (2022)                      | 198                | modifier les données · modifier les données |
| Palavas-les-Flots             | 34192      | CA du Pays de l'Or                 | 2,38             | 6 007 (2022)                      | 2 524              | modifier les données · modifier les données |
| Pérols                        | 34198      | Montpellier Méditerranée Métropole | 6,01             | 9 541 (2022)                      | 1 588              | modifier les données · modifier les données |
| Pignan                        | 34202      | Montpellier Méditerranée Métropole | 20,32            | 8 326 (2022)                      | 410                | modifier les données · modifier les données |
| Poussan                       | 34213      | CA Sète Agglopôle Méditerranée     | 30,08            | 6 540 (2022)                      | 217                | modifier les données · modifier les données |
| Prades-le-Lez                 | 34217      | Montpellier Méditerranée Métropole | 8,88             | 6 207 (2022)                      | 699                | modifier les données · modifier les données |
| Restinclières                 | 34227      | Montpellier Méditerranée Métropole | 6,53             | 2 573 (2022)                      | 394                | modifier les données · modifier les données |
| Saint-Aunès                   | 34240      | CA du Pays de l'Or                 | 12,32            | 4 333 (2022)                      | 352                | modifier les données · modifier les données |
| Saint-Brès                    | 34244      | Montpellier Méditerranée Métropole | 4,86             | 3 462 (2022)                      | 712                | modifier les données · modifier les données |
| Saint-Drézéry                 | 34249      | Montpellier Méditerranée Métropole | 10,47            | 2 952 (2022)                      | 282                | modifier les données · modifier les données |
| Saint-Geniès-des-Mourgues     | 34256      | Montpellier Méditerranée Métropole | 11,37            | 2 112 (2022)                      | 186                | modifier les données · modifier les données |
| Saint-Georges-d'Orques        | 34259      | Montpellier Méditerranée Métropole | 9,31             | 5 707 (2022)                      | 613                | modifier les données · modifier les données |
| Saint-Jean-de-Védas           | 34270      | Montpellier Méditerranée Métropole | 12,89            | 13 300 (2022)                     | 1 032              | modifier les données · modifier les données |
| Saint-Just                    | 34272      | CA Lunel Agglo                     | 6,08             | 3 290 (2022)                      | 541                | modifier les données · modifier les données |
| Saint-Nazaire-de-Pézan        | 34280      | CA Lunel Agglo                     | 5,66             | 620 (2022)                        | 110                | modifier les données · modifier les données |
| Saint-Sériès                  | 34288      | CA Lunel Agglo                     | 4,56             | 972 (2022)                        | 213                | modifier les données · modifier les données |
| Saturargues                   | 34294      | CA Lunel Agglo                     | 5,99             | 1 021 (2022)                      | 170                | modifier les données · modifier les données |
| Saussan                       | 34295      | Montpellier Méditerranée Métropole | 3,60             | 1 926 (2022)                      | 535                | modifier les données · modifier les données |
| Saussines                     | 34296      | CA Lunel Agglo                     | 6,28             | 992 (2022)                        | 158                | modifier les données · modifier les données |
| Sète                          | 34301      | CA Sète Agglopôle Méditerranée     | 24,21            | 45 090 (2022)                     | 1 862              | modifier les données · modifier les données |
| Sussargues                    | 34307      | Montpellier Méditerranée Métropole | 6,48             | 2 817 (2022)                      | 435                | modifier les données · modifier les données |
| Valergues                     | 34321      | CA du Pays de l'Or                 | 5,20             | 2 173 (2022)                      | 418                | modifier les données · modifier les données |
| Vendargues                    | 34327      | Montpellier Méditerranée Métropole | 8,98             | 7 157 (2022)                      | 797                | modifier les données · modifier les données |
| Vic-la-Gardiole               | 34333      | CA Sète Agglopôle Méditerranée     | 18,49            | 3 413 (2022)                      | 185                | modifier les données · modifier les données |
| Villeneuve-lès-Maguelone      | 34337      | Montpellier Méditerranée Métropole | 22,70            | 10 406 (2022)                     | 458                | modifier les données · modifier les données |
| Villetelle                    | 34340      | CA Lunel Agglo                     | 5,31             | 1 698 (2022)                      | 320                | modifier les données · modifier les données |
| Villeveyrac                   | 34341      | CA Sète Agglopôle Méditerranée     | 37,12            | 3 953 (2022)                      | 106                | modifier les données · modifier les données |
| Arrondissement de Montpellier | 343        |                                    | 1 004,80         | 744 182 (2022)                    | 741                | modifier les données                        |

## Démographie
En 2022, l'arrondissement comptait 744 182 habitants.
| 1968    | 1975    | 1982    | 1990    | 1999    | 2006    | 2011    | 2016    | 2021    |
| ------- | ------- | ------- | ------- | ------- | ------- | ------- | ------- | ------- |
| 304 610 | 365 632 | 419 578 | 489 809 | 571 791 | 659 461 | 671 759 | 683 935 | 733 159 |

| 2022    | - | - | - | - | - | - | - | - |
| ------- | - | - | - | - | - | - | - | - |
| 744 182 | - | - | - | - | - | - | - | - |